# (3622) Ilinsky
(3622) Ilinsky (1981 SX7) – planetoida z pasa głównego asteroid okrążająca Słońce w ciągu 6,25 lat w średniej odległości 3,39 au Odkryła ją Ludmiła Żurawlowa 29 września 1981 roku.